# Mohamed El Yaagoubi
Mohamed El Yaagoubi "Moha" (Taourirt, Marruecos, 12 de septiembre de 1977) es un exfutbolista y entrenador marroquí nacionalizado español en 1999.

## Carrera
Como futbolista, jugaba de extremo, interior y ocasionalmente de lateral. Toda su carrera la ha desempeñado en España donde debutó en el FC Santboià de 3.ª División a la edad de juvenil, después fue fichado por el FC Barcelona B donde debutó en Segunda B y conseguido el ascenso a Segunda A en la temporada 1997-98.
En la temporada 2000-01 dio el salto a primera división, siendo fichado por el Club Atlético Osasuna, que después de la primera vuelta lo cedió media temporada al Levante UD y después una temporada entera al Elche CF. En su vuelta al equipo de Pamplona estuvo defendiendo la camiseta durante 4 temporadas donde disputó la final de la Copa del Rey de fútbol contra el Real Betis Balompié. En su última temporada como rojillo se clasificaron para la previa de la Liga de Campeones. Ese verano fue fichado por el Real Club Deportivo Espanyol de Barcelona donde disputó la final de la UEFA contra el Sevilla Fútbol Club. A la temporada siguiente fichó por la Real Sociedad de Fútbol, donde disputó una temporada a las órdenes de Juanma Lillo. Su siguiente destino fue Girona FC donde pasó tres temporadas y quedó como unos de los grandes jugadores que han pasado por ese club siendo capitán y teniendo su propia peña. Su último capítulo lo firmaría con el CE Sabadell donde disputó sus dos últimas temporadas como futbolista.

### Selección nacional
Ha sido convocado en 36 ocasiones con la selección marroquí, siendo uno de los jugadores más importantes del equipo.

## Clubes

### Jugador
| Club                    | País   | Año       |
| ----------------------- | ------ | --------- |
| FC Santboia             | España | 1995-1996 |
| FC Barcelona B          | España | 1997-2000 |
| CA Osasuna              | España | 2000-2001 |
| Levante UD              | España | 2001      |
| Elche CF                | España | 2001-2002 |
| CA Osasuna              | España | 2002-2006 |
| RCD Espanyol            | España | 2006-2008 |
| Real Sociedad de Fútbol | España | 2008-2009 |
| Girona FC               | España | 2009-2012 |
| CE Sabadell             | España | 2012–2014 |

### Entrenador
| Club              | País   | Año       |
| ----------------- | ------ | --------- |
| C.F. Igualada     | España | 2018-2020 |
| C.F.J. Mollerussa | España | 2024-     |